# Филип Дамиан фон Хоенсброек
Филип Дамиан Лудвиг Игнац Виктор фон Хоенсброек (на нидерландски: Filips Damiaan Lodewijk van Hoensbroeck; на немски: Philipp Damian Ludwig Ignaz Victor Graf und Marquis van Hoensbroeck Bischof von Roermond; * 24 февруари 1724 в Рурмонд, Нидерландия; † 17 април 1793 в Рурмонд) е граф и маркиз на Хоенсброек, домхер в Княжество Шпайер и епископ на Рурмонд (1775 – 1793), тогава част от Австрийска Нидерландия.
Той е вторият син на граф и маркиз Франц Арнолд фон и цу Хоенсброек (1696– 1759) от Херцогство Лимбург и съпругата му Анна Катарина Мария София Каролина фон Шьонборн-Визентхайд от Майнц (1702 – 1760), дъщеря на граф Рудолф Франц Ервайн фон Шьонборн (1677 – 1754) и графиня Мария Елеонора фон Хатцфелд и Глайхен-Визентхайд (1679 – 1718).
Майка му е племенница на Йохан Филип Франц фон Шьонборн († 1724), княжески епископ на Вюрцбург (1719 – 1724), Фридрих Карл фон Шьонборн, епископ на Бамберг и Вюрцбург († 1746), Франц Георг фон Шьонборн, архиепископ на Трир († 1756), и Дамиан Хуго Филип фон Шьонборн († 1743), кардинал, епископ на Шпайер и Констанц, също на Йохан Филип фон Шьонборн († 1673), курфюрст и архиепископ на Майнц, княжески епископ на Вюрцбург, епископ на Вормс, Лотар Франц фон Шьонборн († 1729), княжески епископ на Бамберг (1693 – 1729), курфюрст и архиепископ на Майнц (1695 – 1729), и на Георг Фридрих фон Грайфенклау цу Фолрадс, архиепископ на Майнц, епископ на Вормс († 1629).
Той следва 1734 – 1740 г. философия в Йезуйтскияколеж Ашафенбург. 1735 г. той става каноник на манастир Вюрцбург, на 23 юни 1736 г. домхер в Княжество Шпайер. По препоръка на чичо му, Дамиан Хуго Филип фон Шьонборн († 1743), кардинал, епископ на Шпайер, той посещава 1740 – 1742 г. Колежа „Collegium Germanicum“ в Рим. След това той е на служба в Шпайер, и през 1771 г. е ръкоположен за свещеник.
По желание на императрица Мария Терезия той е номиниран на 29 май 1775 г. за епископ на Рурмонд (Роермонд). Той е почитан съвестен духовник и също свири на инструменти. Той помазва 1784 г. братовчед си Цезар Константин Франц Хоенсброек за княжески епископ на Лиеж.
Филип Дамиан фон Хоенсброек се разболява и умира на 17 април 1793 г. в Рурмонд и е погребан в църквата „Пфаркирхе Св. Мартин“ във Венло в Лимбург (Нидерландия)